# Horacio Ernesto Benites Astoul
Horacio Ernesto Benites Astoul (ur. 3 listopada 1933 w Buenos Aires, zm. 25 maja 2016) – argentyński duchowny rzymskokatolicki, biskup pomocniczy archidiecezji Buenos Aires 1999-2008.

## Życiorys
Święcenia kapłańskie otrzymał 22 września 1962.
16 marca 1999 papież Jan Paweł II mianował go biskupem pomocniczym Buenos Aires ze stolicą tytularną Lamzella. 1 maja tego samego roku z rąk ówczesnego arcybiskupa Jorge Mario Bergoglio przyjął sakrę biskupią. 1 grudnia 2008 ze względu na wiek na ręce papieża Benedykta XVI złożył rezygnację z zajmowanej funkcji.
Zmarł 25 maja 2016.